# In the Name of Metal
In the Name of Metal je páté studiové album švédské powermetalové hudební skupiny Bloodbound. Vydáno bylo 7. listopadu 2012 vydavatelstvím AFM Records. Jedná se o v pořadí druhé studiové album se zpěvákem Patrikem Johanssonem.

## Seznam skladeb
Všechny skladby napsal(i) Bloodbound. 
| Pořadí         | Název                                                          | Délka |
| -------------- | -------------------------------------------------------------- | ----- |
| 1.             | In the Name of Metal                                           | 4:16  |
| 2.             | When Demons Collide                                            | 4:11  |
| 3.             | Bonebreaker                                                    | 3:05  |
| 4.             | Metalheads Unite                                               | 5:00  |
| 5.             | Son of Babylon                                                 | 3:19  |
| 6.             | Mr. Darkness                                                   | 3:15  |
| 7.             | I'm Evil                                                       | 3:55  |
| 8.             | Monstermind                                                    | 3:34  |
| 9.             | King of Fallen Grace                                           | 3:19  |
| 10.            | Black Devil                                                    | 3:47  |
| 11.            | Bounded by Blood                                               | 4:07  |
| 12.            | Book of the Dead (původně zveřejněno na albu Book of the Dead) | 3:54  |
| Celková délka: | Celková délka:                                                 | 45:42 |

## Obsazení
- Patrik Johansson – zpěv
- Tomas Olsson – kytara
- Henrik Olsson – kytara
- Anders Broman – basová kytara
- Fredrik Bergh – klávesy
- Pelle Åkerlind – bicí

Technická podpora
- Jonas Kjellgren – mixing, mastering
- Per Ryberg – nahrávání bicích
- Mark Wilkinson – přebal alba